# National Rifle Association of America
National Rifle Association of America (zkratkou NRA; do češtiny obvykle překládáno jako Národní asociace držitelů zbraní nebo Národní střelecká asociace) je americká nezisková organizace pro ochranu občanských práv, která má za cíl podporu civilního držení střelných zbraní na základě Druhého dodatku Ústavy Spojených států amerických.
Organizace byla založena v roce 1871 v New Yorku a v roce 2013 měla 5 milionů členů. Je považována za jednu z nejvlivnějších zájmových skupin ve Washingtonu.
V srpnu 2020 vznesla newyorská generální prokurátorka Letitia James obvinění proti čtyřem nejvyšším představitelům NRA, že během posledních tří let použili pro své soukromé účely více než 64 milionů dolarů z fondu této organizace. V lednu 2021 ohlásila NRA v New Yorku bankrot a přesun svého sídla do Texasu, kde má 400 000 členů.